# Caloptilia semnophanes
Caloptilia semnophanes là một loài bướm đêm thuộc họ Gracillariidae. Loài này sinh sống ở Nam Phi.